# Sander Kartum
Sander Kartum (Stjørdal, 1995. október 3. –) norvég labdarúgó, a Brann középpályása.

## Pályafutása
Kartum a norvégiai Stjørdal városában született. Az ifjúsági pályafutását a helyi Lånke IL-nél kezdte, majd 2012-ben a Stjørdals-Blink akadémiájánál folytatta.
2012-ben mutatkozott be a Stjørdals-Blink negyedosztályban szereplő felnőtt csapatában. A 2014-es szezonban a harmad-, míg a 2019-es szezonban a másodosztályba is feljutottak. 2021. január 15-én három éves szerződést kötött az első osztályú Kristiansund együttesével. Először a 2021. május 9-ei, Molde elleni mérkőzésen lépett pályára. Első gólját 2021. május 27-én, a Sarpsborg 08 ellen 1–0-ra megnyert találkozón szerezte.
2023. augusztus 1-jén a Brannhoz írt alá.

## Statisztikák
2023. július 1. szerint
| Klub         | Szezon   | Osztály     | Bajnokság | Bajnokság | Kupa  | Kupa | Nemzetközi | Nemzetközi | Összesen | Összesen |
| Klub         | Szezon   | Osztály     | Meccs     | Gól       | Meccs | Gól  | Meccs      | Gól        | Meccs    | Gól      |
| ------------ | -------- | ----------- | --------- | --------- | ----- | ---- | ---------- | ---------- | -------- | -------- |
| Kristiansund | 2021     | Eliteserien | 26        | 4         | 2     | 0    | —          | —          | 28       | 4        |
| Kristiansund | 2022     | Eliteserien | 28        | 2         | 2     | 0    | —          | —          | 30       | 2        |
| Kristiansund | 2023     | OBOS-ligaen | 13        | 3         | 1     | 1    | —          | —          | 14       | 4        |
| Kristiansund | Összesen | Összesen    | 67        | 9         | 5     | 1    | 0          | 0          | 72       | 10       |
| Összesen     | Összesen | Összesen    | 67        | 9         | 5     | 1    | 0          | 0          | 72       | 10       |